# Greybull, Wyoming
Greybull är en småstad i Big Horn County i norra delen av delstaten Wyoming i USA, med 1 847 invånare vid 2010 års folkräkning.

## Geografi
Staden ligger vid Bighorn River i norra delen av Wyoming, norr om countyts huvudort Basin.

## Kommunikationer
Utanför staden ligger South Big Horn County Airport som används som bas för brandbekämpningsflyg i regionen och för allmänflyg. De federala landsvägarna U.S. Route 14, Route 16 och Route 20 passerar genom stadens centrum.

## Media
Staden har en lokaltidning, Greybull Standard.

## Kända invånare
- Wilford Brimley (född 1934), skådespelare.